# Mont Lopenik
El Mont Lopenik (Veľký Lopeník) és una muntanya de 911 m d'altura situada als Carpats Blancs, a la frontera entre la República Txeca i Eslovàquia. Al seu cim té una talaia i una zona de pícnic. Té un esperó al nord de 881 m. anomenat Malý Lopeník. Usualment s'accedeix des de Mikulčin Vrch, des de Lopeník o des de Březová.